# Мета-оптимізація

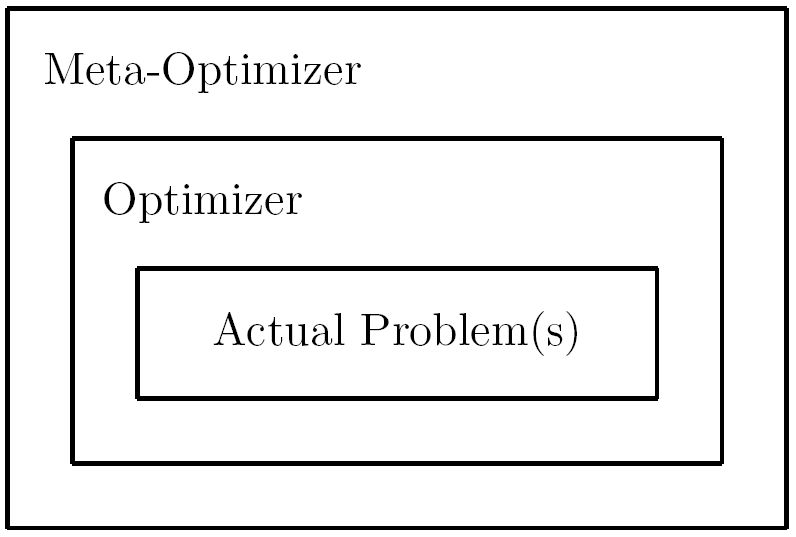
Концепція метаоптимізації.

В математичній оптимізації, «мета-оптимізація» — це використання одного методу оптимізації аби налаштувати інший метод оптимізації. Одне з перших використань мета-оптимізації було наприкінці 1970х в роботі Мерсера та Сампсона, задля знаходження оптимальних параметрів генетичного алгоритму.
В літературі мета-оптимізація та суміжні концепції відомі, як мета-еволюція, супер-оптимізація, автоматизоване калібрування параметрів, гіпер-евристика і.т.д.

## Мотивація

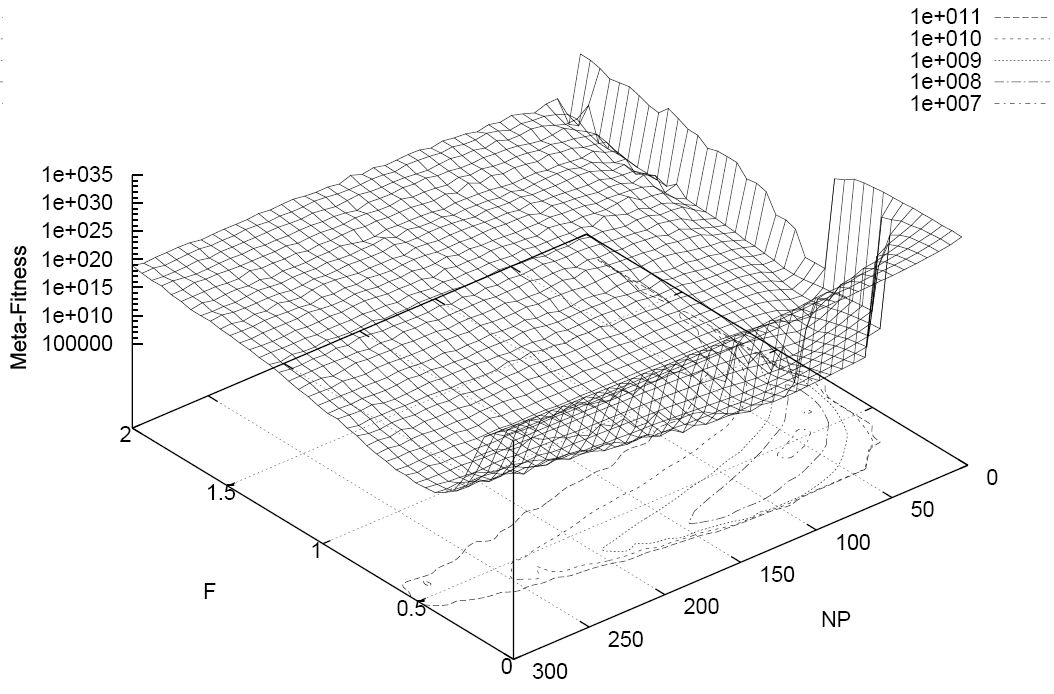
Ландшафт продуктивності для диференціальної еволюції.

Такі методи оптимізації як генетичний алгоритм та диференціальна еволюція мають декілька параметрів, що керують їх поведінкою та ефективністю в оптимізації даної задачі. Ці параметри мають бути вибраними людиною щоб досягти задовільних результатів.
Параметри поведінки оптимізатора можуть варіюватися й ефективність оптимізації зображується у вигляді графіку. Такий підхід є обчислювально прийнятним за умов, що число параметрів оптимізації є невеликим та задача оптимізації легко обчислюється. Проте коли число параметрів збільшується, час на розрахунок оптимальних параметрів росте експоненційно. Ця проблема є прокляттям розмірності для простору параметрів поведінки оптимізатора, тому необхідно шукати більш ефективні алгоритми пошуку мета-параметрів.

## Методи

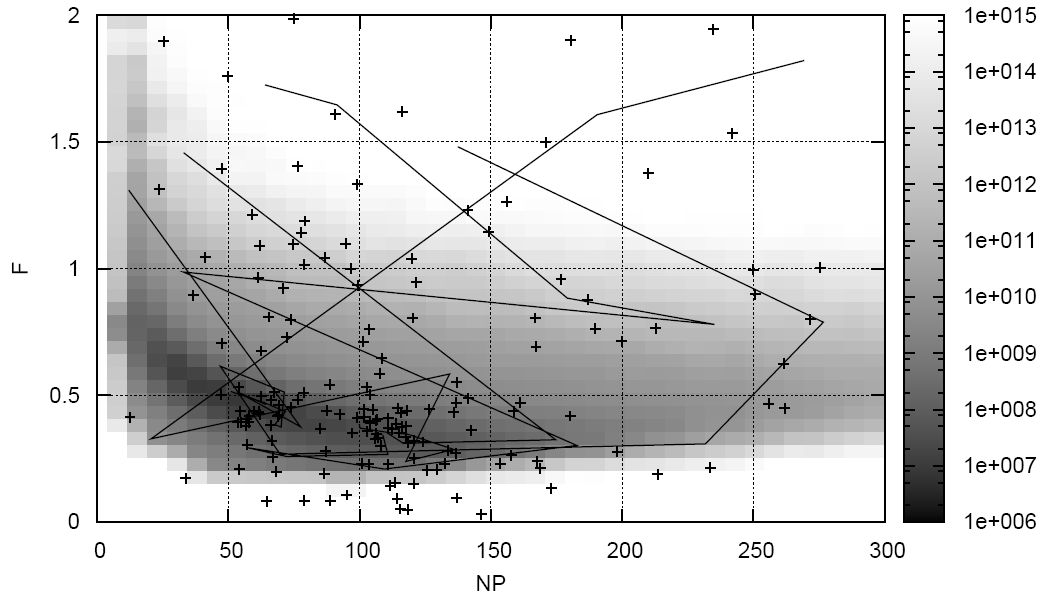
Метаоптимізація диференціальної еволюції.

Простий спосіб знаходження параметрів оптимізатора — імплементація нового оптимізатора, так званого мета-оптимізатора, над параметрами початкового оптимізатора. Є декілька різних підходів до застосування імплементації цього залежно від типу параметрів поведінки (дійсні, дискретні параметри) та функції обчислення ефективності.
Метаоптимізація параметрів генетичного алгоритму була виконана Грефенштеттом і Кіном та іншими дослідниками, а експерименти з метаоптимізацією, як параметрів, так і генетичних операторів були описані Беком. Метаоптимізація алгоритму COMPLEX-RF була виконана Крусом і Андерсоном і, де був введений і відбувся подальший розвиток індексу ефективності оптимізації на основі теорії інформації. Метаоптимізація оптимізації роїв часток була виконана Мейснером та ін., Педерсеном і Чіпперфілдом і Мейсоном та ін.. Педерсен і Чіпперфільд застосували метаоптимізацію до диференціальної еволюції. Біраттарі та інші виконали метаоптимізацію оптимізації мурашиного алгоритму. Статистичні моделі також використовувалися, щоб дізнатися більше про зв'язок вибору параметрів поведінки та ефективності оптимізації, див., наприклад, Франсуа та Лаверня та Наннена та Ейбена. Сміт і Ейбен провели порівняння різних методів метаоптимізації.